# شبح پپر

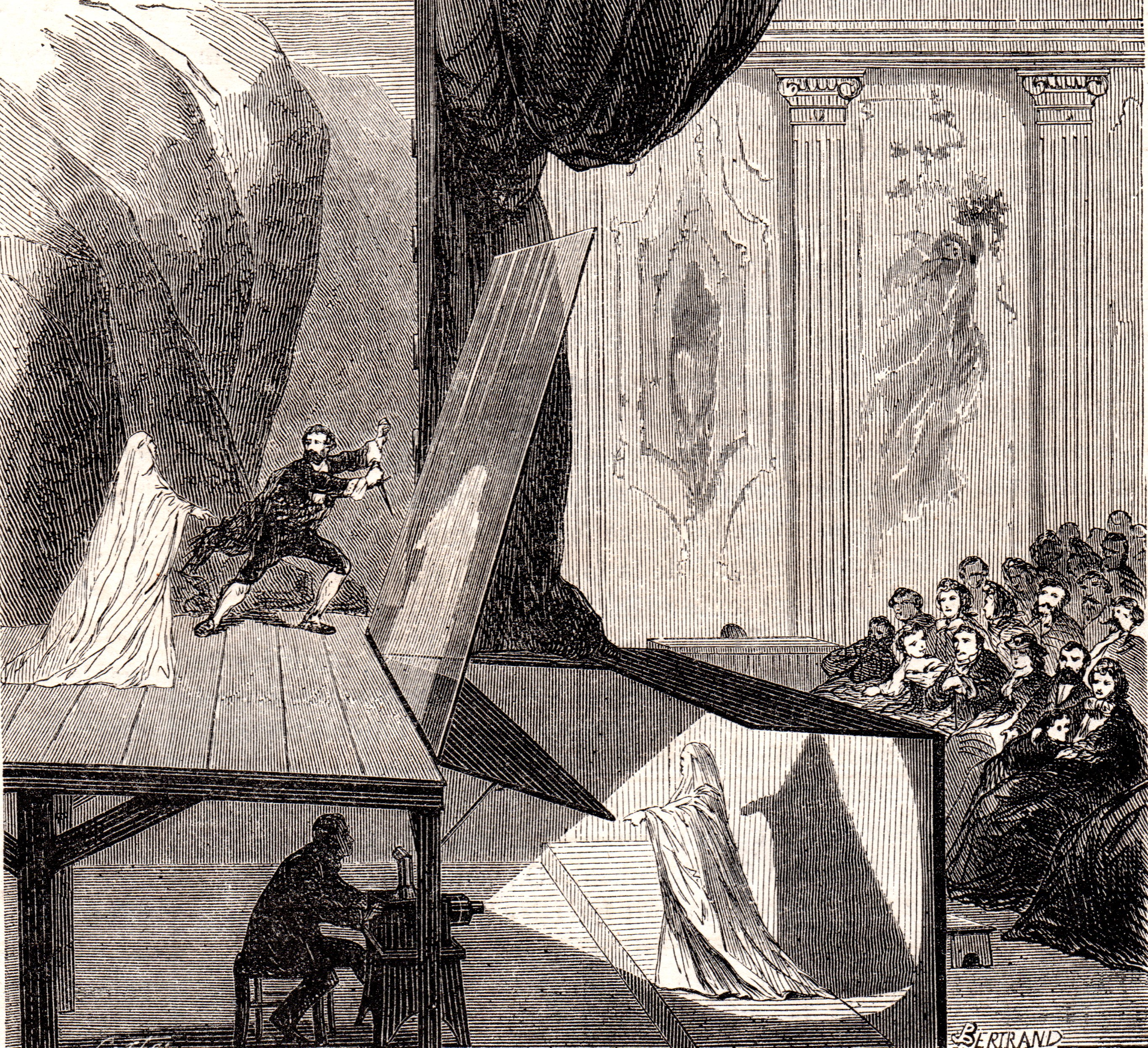
راه اندازی صحنه برای شبح پپر. یک چهره روشن از دید تماشاگران در زیر صحنه در شیشه ای که بین اجرا کننده و تماشاگر قرار گرفته منعکس می‌شود. برای تماشاگران، به نظر می‌رسد که روح روی صحنه است

شبحِ پِپِر یک تکنیک کژانگاشت (به انگلیسی: illusion) است که در تئاتر، سینما، پارک‌های تفریحی، موزه‌ها، تلویزیون و کنسرت‌ها استفاده می‌شود.
این نام از دانشمند انگلیسی جان هنری پپر (۱۸۲۱–۱۹۰۰) گرفته شده‌است که با نمایش تئاتر در سال ۱۸۶۲ شروع به محبوبیت این اثر کرد. این یک رواج بین‌المللی برای نمایشنامه‌های با مضمون ارواح را راه اندازی کرد که از این جلوه صحنه بدیع در طول دهه ۱۸۶۰ و دهه‌های بعدی استفاده می‌کردند.
این توهم به‌طور گسترده برای اهداف سرگرمی و تبلیغاتی استفاده می‌شود. اینها عبارتند از ترفند دختر-به-گوریل که در نمایش‌های فرعی کارناوال قدیمی و ظهور «ارواح» در عمارت جن زده و «پری آبی» در سفر جسورانه پینوکیو، هر دو در پارک دیزنی لند در کالیفرنیا یافت می‌شود. تله پرومترها یک پیاده‌سازی نوین از شبح پپر هستند. در دهه ۲۰۱۰، از این تکنیک برای نشان دادن هنرمندان مرده یا مجازی روی صحنه در کنسرت‌های زنده استفاده شده‌است، نمونه‌هایی از جمله توپاک شکور و مایکل جکسون. اغلب به اشتباه به عنوان «هولوگرافیک» توصیف می‌شود. چنین تنظیماتی می‌تواند شامل نرم‌افزار سرور رسانه افکنش سفارشی و فیلم‌های کشیده ویژه باشد. نصب ممکن است به صورت یکباره مختص-مکان یا استفاده از یک سیستم تجاری مانند جوینوریک۳۶۰ یا میوشن آیلاینر باشد.
محصولاتی با استفاده از یک هرم پلاستیکی شفاف و صفحه‌نمایش گوشی هوشمند برای ایجاد توهم یک شی سه بعدی طراحی شده‌اند.